# On the Floor
Singles par Jennifer Lopez
Louboutins
(2009) I'm Into You
(2011)
Singles par Pitbull
Hey Baby (Drop It to the Floor)
(2010) Give Me Everything
(2011)
On the Floor est une chanson de la chanteuse américaine Jennifer Lopez, en collaboration  avec le rappeur Pitbull, et le premier single extrait de son septième album studio, Love?. Cette chanson est la première de la chanteuse à sortir sous le label Island Records, après la fin de son contrat avec Epic Records, filiale de Sony Music Entertainment.
La chanson reprend la mélodie de Llorando se fue de Los Kjarkas popularisée par le titre Lambada de Kaoma.
Le duo a aussi enregistré une version en espagnol intitulée Ven a Bailar (On the Floor).
Le 25 novembre 2016, le vidéoclip dépasse le milliard de vues sur YouTube.

## Liste des pistes
- Téléchargement Digital – Spanish Remix[1]

1. Ven a Bailar (On the Floor) (avec Pitbull) – 4:52

- Digital single[2]

1. On the Floor (Radio Edit) - 3:51
2. On the Floor (CCW Club Mix) – 6:26
3. On the Floor (Ralphi's Jurty Club Vox) – 8:43
4. On the Floor (Music video) – 4:27

- CD single

1. On the Floor – 3:51
2. On the Floor (Low Sunday Club Remix) – 6:22

- Digital Remixes EP[3],[4]

1. On the Floor (CCW Radio Mix) – 3:44
2. On the Floor (Low Sunday Radio Edit) – 3:51
3. On the Floor (Ralphi's Jurty Radio Edit) – 3:57
4. On the Floor (Mixin Marc & Tony Svejda La to Ibiza Radio Edit) – 3:16
5. On the Floor (CCW Club Mix) – 6:26
6. On the Floor (Low Sunday Club) – 6:22
7. On the Floor (Ralphi's Jurty Club Vox) – 8:43
8. On the Floor (Mixin Marc & Tony Svejda La to Ibiza Mix) – 6:40
9. On the Floor (CCW Dub Mix) – 6:07
10. On the Floor (Low Sunday Dub) – 6:37
11. On the Floor (Ralphi's Jurty Dub) – 8:43
12. On the Floor (Mixin Marc & Tony Svejda La to Ibiza Dub) – 5:36

## Classements et certifications
| Classement (2011)                       | Meilleure position |
| --------------------------------------- | ------------------ |
| Allemagne (Media Control AG)            | 1                  |
| Australie (ARIA)                        | 1                  |
| Autriche (Ö3 Austria Top 40)            | 1                  |
| Belgique (Flandre Ultratop 50 Singles)  | 1                  |
| Belgique (Wallonie Ultratop 50 Singles) | 1                  |
| Brésil (Hot 100)                        | 9                  |
| Brésil (billboard Hot pop songs)        | 1                  |
| Canada (Hot 100)                        | 1                  |
| République tchèque                      | 1                  |
| Danemark (Tracklisten)                  | 3                  |
| France (SNEP)                           | 1                  |
| Finlande (Suomen virallinen lista)      | 1                  |
| Grèce (IFPI Greece)                     | 1                  |
| Hongrie (Dance Top 40)                  | 4                  |
| Hongrie (Single Top 40)                 | 8                  |
| Irlande (IRMA)                          | 1                  |
| Italie (FIMI)                           | 1                  |
| Japon (Billboard)                       | 10                 |
| Luxembourg (Billboard)                  | 1                  |
| Mexique (Monitor inglés)                | 1                  |
| Mexique (airplay)                       | 2                  |
| Pays-Bas (Nederlandse Top 40)           | 7                  |
| Pays-Bas (Single Top 100)               | 4                  |
| Nouvelle-Zélande (RMNZ)                 | 2                  |
| Norvège (VG-lista)                      | 1                  |
| Pologne (Diffusion radio)               | 2                  |
| Pologne (Dance Top 50)                  | 1                  |
| Portugal (AFP)                          | 1                  |
| Roumanie (UPFR)                         | 1                  |
| Russie (NFPP)                           | 1                  |
| Écosse (OCC)                            | 1                  |
| Slovaquie (IFPI Rádio)                  | 1                  |
| Espagne (PROMUSICAE)                    | 1                  |
| Suède (Sverigetopplistan)               | 1                  |
| Suisse (Schweizer Hitparade)            | 1                  |
| Royaume-Uni (UK Singles Chart)          | 1                  |
| Royaume-Uni (UK R&B Chart)              | 1                  |
| États-Unis (Billboard Hot 100)          | 3                  |
| États-Unis (Dance Club Songs)           | 1                  |
| États-Unis (Pop Airplay)                | 5                  |
| États-Unis (Hot Latin Songs)            | 2                  |

| Classement (2011)                      | Position |
| -------------------------------------- | -------- |
| Canada (Canadian Hot 100)              | 3        |
| Allemagne (Media Control AG)           | 1        |
| France SNEP                            | 6        |
| Japon (Billboard)                      | 45       |
| États-Unis (Billboard Hot 100)         | 11       |
| États-Unis (Billboard Hot Latin Songs) | 10       |

### Certifications
| Pays                  | Certification | Ventes    |
| --------------------- | ------------- | --------- |
| Allemagne (BVMI)      | 2 × Platine   | 600 000   |
| Australie (ARIA)      | 4 × Platine   | 280 000   |
| Belgique (BEA)        | Platine       | 30 000    |
| Canada (Music Canada) | 5 × Platine   | 400 000   |
| Danemark (IFPI)       | Platine       | 30 000    |
| Espagne               | 3 × Platine   | 120 000   |
| États-Unis            | 3 × Platine   | 3 800 000 |
| Finlande              | Platine       | 12 000    |
| Italie                | 2 × Platine   | 60 000    |
| Nouvelle-Zélande      | 2 × Platine   | 30 000    |
| Royaume-Uni           | Platine       | 800 000   |
| Russie                | Or            | 50 000    |
| Suède                 | 2 × Platine   | 80 000    |
| Suisse (IFPI)         | 4 × Platine   | 120 000   |

## Clip vidéo

### Contexte et développement
Le clip vidéo de « On the Floor » a été filmé les 22 et 23 janvier 2011, avec TAJ Stansberry comme réalisateur et Frank Gatson comme chorégraphe,. Lopez a dit à MTV News que pour la vidéo elle organisait un casting ouvert pour trouver des enfants du club, "[Nous voulons] ces enfants qui vont au club et qui dansent toute la nuit et c'est tout ce qui les intéresse ? Il s'agit juste de passer un bon moment, de transpirer, et tout est question de musique et de laisser la piste de danse. Je ne je ne veux pas dire de quoi il s'agit dans la vidéo, mais c'est le genre de danseurs. Nous faisons un gros casting..." Pendant ce temps, Gatson a déclaré que Lopez voulait une ambiance de club post-2h du matin Los Angeles pour la vidéo. Il a dit : « [Nous essayons de créer une ambiance] qui est tellement incroyable. [C'est comme] si tout le monde avait mangé de la pastèque et que la pastèque les faisait planer, ça leur donnait un petit buzz - mais un bon buzz, un vrai buzz magique, un buzz de danse, un buzz qui vous fait sentir comme du poulet frit, donc elle veut juste que tout le monde passe un bon moment... Le club doit avoir cette ambiance, où vous vous mettez sur la piste de danse et tout le monde vous donne à fond », a-t-il ajouté. « Nous avons vu tellement de vidéos de club, mais nous voulons voir une vidéo de club avec une ambiance unique à Jennifer Lopez. »
Juste avant le casting et le tournage du clip, Stansberry a exprimé son point de vue à MTV News sur le concept du clip : l'originalité. « L'originalité, être soi-même. Cette chanson parle d'être qui on veut. Elle parle de se lâcher. Il n'y a pas d'explication. C'est une vidéo underground, une fête underground. »Pendant le tournage du clip, MTV a interviewé Lopez sur les concepts du clip. Lopez a décrit certains des personnages qu'elle a joués, déclarant à MTV que dans une scène « J'incarne un personnage où elle dirige en quelque sorte cette fête, agit comme si elle en avait fini, mais en même temps elle adore ça et aime ce genre de culture de danse de fête underground,... Donc j'ai pu être sauvage et folle, et en même temps j'ai pu être sexy et douce aussi. » La vidéo utilise le placement de produit, notamment BMW, Swarovski et Crown Royal, selon Tanner Stransky de Entertainment Weekly. Stransky a également noté le « placement involontaire » de faux cils et de perruques, tissages et autres produits d'extension de cheveux.
Lopez a confirmé plus tard dans une interview à « On Air with Ryan Seacrest (radio) » que le clip vidéo final serait diffusé en première dans la saison 10 d'American Idol et sur Vevo le 3 mars 2011. Les fans pouvaient voter entre trois fins alternatives sur le site officiel d'Idol. Lopez a déclaré que l'idée derrière le fait de donner le choix aux fans était de leur donner une chance de voir ce qu'elle avait vécu. « Vous faites ce que je fais,... Comme, j'y vais avec mes vidéos et je commence à éditer et à choisir tous les plans que j'aime et les choses que j'aime et ce qui me semble le meilleur pour l'album. Vous faites ça. Nous en avons choisi deux différents et nous n'étions pas sûrs. » Les fins alternatives comprenaient trois scènes différentes : dans la première, la vidéo se termine par un gros plan du visage de Lopez dans la combinaison en dentelle argentée ; la deuxième se termine par un plan de danseurs défiant la gravité sur les murs et le plafond, tandis que la fin finale se termine par un plan de Lopez sur la piste de danse dans son pantalon de harem. La première fin était celle utilisée dans la vidéo finale.

### Synopsis
Le clip commence avec l'arrivée de Lopez dans un club dans une BMW noire, un exemple du placement de produit utilisé tout au long de la vidéo. Alors que la musique commence, elle enfile une paire de boucles d'oreilles en cristal Swarovski avant que la caméra ne passe à l'intérieur du club. où il descend du plafond parmi les lustres en cristal de style Las Vegas. Le chorégraphe Frank Gatson Jr. a appelé le club, « la meilleure soirée dansante de la ville », où Lopez a joué plusieurs personnages différents. Le décor et l'artiste ont été conçus pour rendre hommage à son passé de danseuse professionnelle. Elle a déclaré qu'elle voulait que la vidéo « présente aux gens une nouvelle ration J.Lo de fêtards »,. Dans une scène, elle joue une reine dominante de la fête qui regarde d'en haut, sur un balcon entourée de serviteurs. Pour incarner ce personnage, Lopez était coiffée d'un « gros chignon en ruche, de talons de gladiateur dorés et d'une robe dorée scintillante avec des détails de style Gaga dans son col haut et ses feuilles. », Le personnage de la « reine » « se balance paresseusement sur un canapé » et « supervise royalement une foule de personnes qui se mettent à danser sur la piste de danse »,. Dans une autre scène, Lopez porte une combinaison moulante en cristal argenté et en dentelle, conçue par un créateur de mode libanais Zuhair Murad, alors qu'elle danse contre une « barre de cardio (ballet) en or » avant de secouer son « faiseur d'argent », selon le Los Angeles Times,,. Entre ces scènes, on la voit vêtue d'un pantalon de harem noir et d'un haut de bikini, alors qu'elle marche à travers la foule pour monter sur une scène circulaire sur la piste de danse de style Las Vegas. Kelly Carter de MTV et Khawlhring Sawmteii d'AOL ont décrit les scènes finales comme Lopez « déchirant la piste » et « la cassant à la manière d'une 'fly-girl' »,.